# Jerzy Dydyński (zm. 1641)
Jerzy Dydyński herbu Gozdawa (zm. w 1641 roku) – podkomorzy kamieniecki w latach 1635-1640, sędzia kamieniecki w latach 1626-1635, podczaszy halicki w latach 1619-1626, rotmistrz wojska powiatowego ziemi halickiej w 1615 roku.
Poseł na sejm konwokacyjny 1632 roku i sejm elekcyjny 1632 roku z województwa podolskiego. Poseł na sejm koronacyjny 1633 roku, sejm nadzwyczajny 1635 roku, sejm zwyczajny w 1637 roku, sejm 1638 roku, sejm 1639.
Podpisał pacta conventa Władysława IV Wazy w 1632 roku.